# Association des journalistes universitaires
L'Association des journalistes universitaires, AJU, destinée à regrouper les journalistes traitant, dans les médias des questions scolaires et universitaires a été créée par des journalistes de divers médias -presse écrite, radio, télévision- dans la suite des événements de Mai 1968. Ses premiers présidents ont été Frédéric Gaussen (Le Monde); Jacques Bouzerand (L'Aurore, Le Point); Yves Agnès (Le Monde);…puis Edmond Vandermeersch (1979-1982) ; Jean-Claude Escaffit La Vie, (1985-1988). Bernard Frederick, (L'Humanité), en a été vice-président. Parmi les membres de la première équipe de l'AJU ont figuré également : Danièle Granet, L'Express, (fondatrice de l'AJU) ; Bertrand Girod de l'Ain (Le Monde); Bruno Frappat, (Le Monde ; aujourd'hui La Croix); Claude Gambiez (Le Figaro) ; Alain Quintrie (RTL, Paris-Jour); Ivan Levaï (Europe 1), Bernard Derty (Radio Monte Carlo)…
L'association a écrit avec certains de ses membres un livre, Les partis devant l'école (Le Seuil), 1973, et a créé un prix littéraire, le "Prix de l'AJU". Robert Bréchon, pour "La fin des lycées", paru en 1970 chez Grasset en a été le premier attributaire. Hervé Hamon et Patrick Rotman l'ont obtenu pour "Génération" Les Années de rêve (Éditions du Seuil), 1987 ainsi que pour "Tant qu'il y aura des profs" Le Seuil - Septembre 1986…